# NGC 7013
NGC 7013 é uma galáxia espiral (S0-a) localizada na direcção da constelação de Cygnus. Possui uma declinação de +29° 53' 49" e uma ascensão recta de 21 horas, 03 minutos e 33,6 segundos.
A galáxia NGC 7013 foi descoberta em 17 de Julho de 1784 por William Herschel.